# Carolyn Porco
Carolyn C. Porco (New York, 6 marzo 1953) è un'astrofisica, astronoma e divulgatrice scientifica statunitense.
È conosciuta per il suo lavoro nell'esplorazione del sistema solare esterno iniziato con l'imaging (elaborazione delle immagini) delle missioni Voyager verso Giove, Saturno, Urano e Nettuno negli anni 80. È stata alla guida dell'imaging team scientifico della missione Cassini, in orbita attorno a Saturno. È un'esperta di anelli planetari e di Encelado, un satellite naturale di Saturno.
L'asteroide (7231) Porco porta il suo nome.

## Biografia
Carolyn Porco è nata il 6 marzo 1953 a New York da padre immigrato italiano. Suo padre lavorava come fattorino del pane, sua madre si occupava della casa e dei cinque figli - oltre a Carolyn, l'unica figlia femmina, c'erano quattro figli maschi. All'età di 13 anni vide Saturno per la prima volta dal telescopio di un vicino montato sul tetto e iniziò il suo primo lavoro part-time: sistemare gli scaffali in una biblioteca. Nel 1970 si è diplomata alla Cardinal Spellman High School nel Bronx, dove anche Sonia Sotomayor ricevette la sua prima educazione.
Nel 1974 ha conseguito la laurea presso la State University of New York at Stony Brook. Nel 1983 ha ottenuto il dottorato di ricerca presso la Divisione di Geologia e scienze planetarie del California Institute of Technology. La sua tesi di dottorato era sulle scoperte fatte da Voyager sugli anelli di Saturno sotto la supervisione di Peter Goldreich.

## Carriera

### Voyager
Nell'autunno del 1983, la dottoressa Porco è entrata a far parte del Department of Planetary Sciences (Dipartimento di Scienze planetarie) dell'Università dell'Arizona e nello stesso anno è diventata membro del Voyager Imaging Team, dove è stata una partecipante attiva nelle esplorazioni di Urano nel 1986 e Nettuno nel 1989. In quest'ultima esplorazione era a capo del Rings Working Group (Gruppo di lavoro sugli anelli).
In qualità di giovane scienziata del progetto Voyager, è stata la prima persona a descrivere il comportamento dei piccoli anelli di Saturno e degli "spokes" scoperti al loro interno. Inoltre ha chiarito il meccanismo mediante il quale gli anelli esterni di Urano vengono guidati dalle lune scoperte da Voyager, Cordelia ed Ofelia, e ha spiegato l'effetto guida del satellite naturale Galatea, anch'esso scoperto dalla sonda, sugli archi degli anelli di Nettuno. È stata coordinatrice del progetto di fare "un ritratto dei pianeti" e ha partecipato alla pianificazione, al disegno e all'esecuzione di quelle immagini nel 1990.
Similarmente alla famosa immagine della Terra, Pale Blue Dot (Pallido Punto Azzurro) Porco ha composto l'immagine The Day the Earth Smiled (Il Giorno in cui la Terra sorrise). È stata responsabile per l'epitaffio e la proposta per onorare il famoso geologo planetario Eugene Shoemaker inviando le sue ceneri sulla Luna a bordo della sonda Lunar Prospector nel 1998.

### Cassini-Huygens
Nel novembre 1990, la dottoressa è stata selezionata come leader dell'Imaging Team per la missione internazionale Cassini-Huygens, che ha collocato la sonda in orbita attorno a Saturno; separandosi dalla nave madre diretta verso Titano, la principale luna del pianeta. È anche Direttrice del Cassini Imaging Central Laboratory for OperationS (CICLOPS), che è il centro di operazioni di uplink e di downlink di immagini e il luogo dove esse vengono elaborate per la distribuzione al pubblico. CICLOPS fa parte del Space Science Institute a Boulder, Colorado.

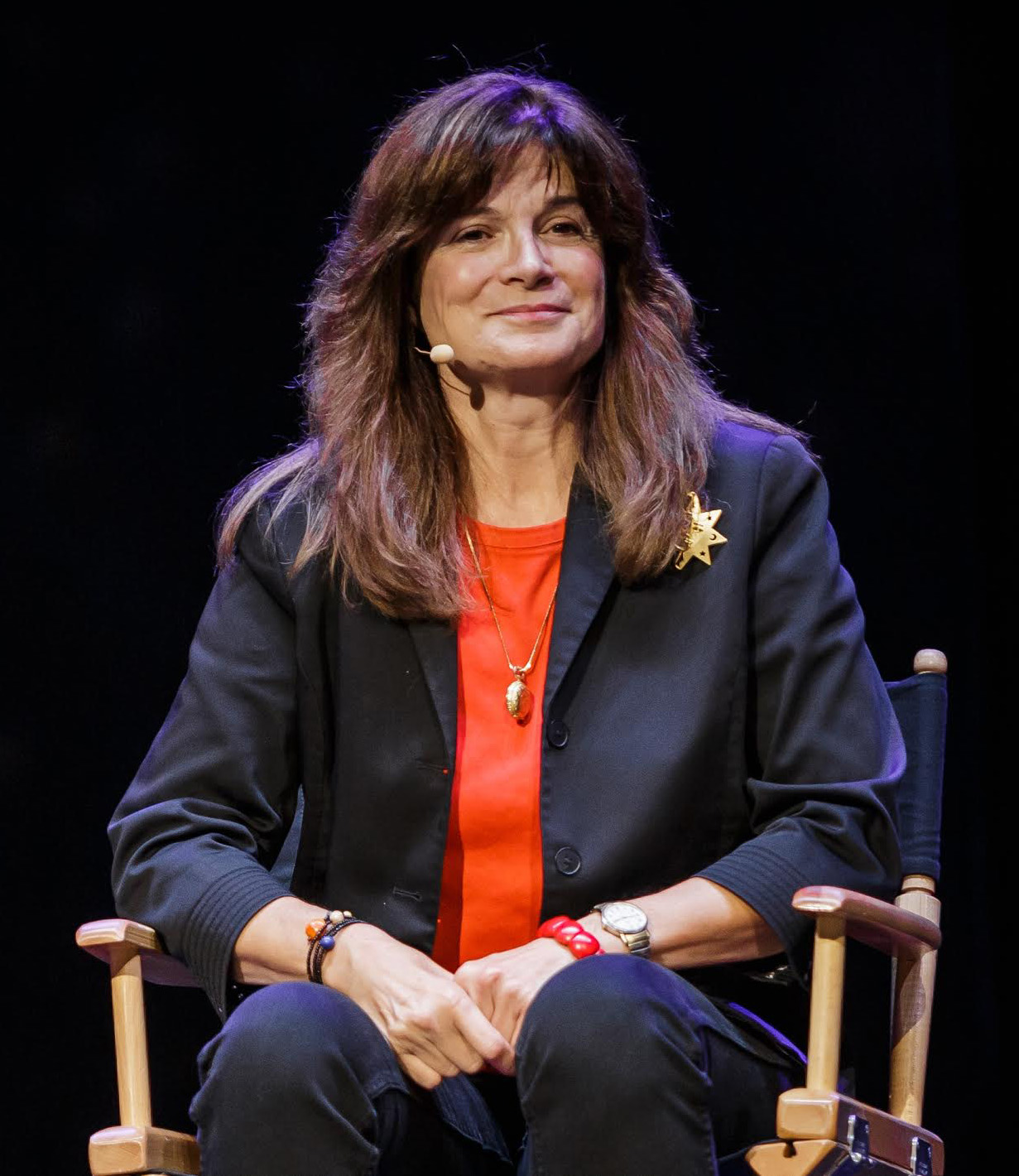
Carolyn Porco nel 2016

Durante la missione, Carolyn Porco e la sua squadra hanno scoperto 7 satelliti naturali di Saturno: Metone e Pallene, Polluce, Dafni, Antea, Egeone e una piccola luna nel bordo esterno dell'anello B. Hanno anche scoperto diversi nuovi anelli, come ad esempio quelli coincidenti con le orbite di Atlante, Giano e Epimeteo (i co-orbiali di Saturno) e Pallene, uno diffuso tra Atlante e l'anello F, ed altri all'interno di alcune lacune negli anelli di Saturno.
Nel 2013, i dati della sonda Cassini hanno confermato l'ipotesi formulata nel 1993 dalla dottoressa Porco e dal collega Mark Marley: le oscillazioni acustiche all'interno di Saturno sono responsabili della creazione delle caratteristiche particolari nei suoi anelli. Questa conferma, la prima a dimostrare che gli anelli planetari possono comportarsi da sismografi nella registrazione del moto oscillatorio all'interno del pianeta ospite, dovrebbe fornire dei nuovi vincoli per la struttura interna di Saturno. Si conosce l'esistenza di tali oscillazioni nel Sole e in altre stelle.
Il team di Carolyn Porco è responsabile del primo avvistamento di un lago a idrocarburi, così come di un distretto di laghi, nell'area del polo sud di Titano nel giugno 2005. Un gruppo con caratteristiche simili, ma di dimensioni maggiori, è stato avvistato nell'area del polo nord nel febbraio 2007. La probabilità che queste zone, della dimensione di mari, siano completamente o parzialmente piene di idrocarburi liquidi è notevolmente rafforzata dalle osservazioni della Cassini.
Il suo team è stato anche responsabile del primo avvistamento di pennacchi in eruzione nei pressi del polo sud di Encelado, la sesta più grande luna di Saturno. È stata suggerita un'argomentazione scientifica dettagliata, secondo cui questi getti potrebbero essere geyser in eruzione da serbatoi di acqua liquida in prossimità della superficie.
Come leader dell'imaging team di Cassini, Carolyn Porco ha avviato e pianificato "lo scatto" di un'immagine di Saturno con la Terra in lontananza il 19 luglio 2013, un'immagine sulla falsariga della famosa foto del Pale Blue Dot (Pallido Punto Azzurro). Lo “scatto” dell'immagine faceva parte di un concetto più ampio dal titolo Il Giorno in cui la Terra sorrise, durante il quale le persone di tutto il mondo sono state invitate a celebrare il posto dell'umanità nel cosmo e la vita sulla Terra, sorridendo nel momento in cui la foto è stata scattata.

### New Horizons
Porco fa parte dell'imaging team della missione New Horizons a Plutone e alla Fascia di Kuiper. La sonda ha effettuato il sorvolo di Plutone nel 2015.

## Altre attività professionali

### Ruoli universitari
Carolyn Porco ha lavorato al servizio dell'Università dell'Arizona dal 1983 al 2001, diventando professoressa di ruolo nel 1991. La dottoressa Porco è Ricercatore Senior presso l'Università del Colorado a Boulder.

### Consulente NASA
Carolyn Porco ha un ruolo attivo nel guidare il programma di esplorazione planetaria americano attraverso la sua partecipazione a numerosi comitati consultivi della NASA, tra cui il Solar System Exploration Subcommittee (“Sottocomitato dell'esplorazione del sistema solare”), il Mars Observer Recovery Study Team (“Gruppo di recupero e studio del Mars Observer”) e il Solar System Road Map Development Team (Il Gruppo di sviluppo della “carta stradale” del Sistema Solare).
Alla metà degli anni 1990, è stata presidente di un piccolo gruppo di lavoro consultivo della NASA per studiare e sviluppare le future missioni del sistema solare esterno, è stata vice-presidente del Gruppo Direttivo del primo Sondaggio Decadale sponsorizzato dalla NASA e dall'Accademia nazionale delle scienze.
Nel 1994, Carolyn Porco è stata membro della commissione Pubblic Communication of NASA's Science, di cui Carl Sagan era il presidente e nel 1999 ha revisionato una bibliografia dello stesso per The Guardian.

## Altre attività

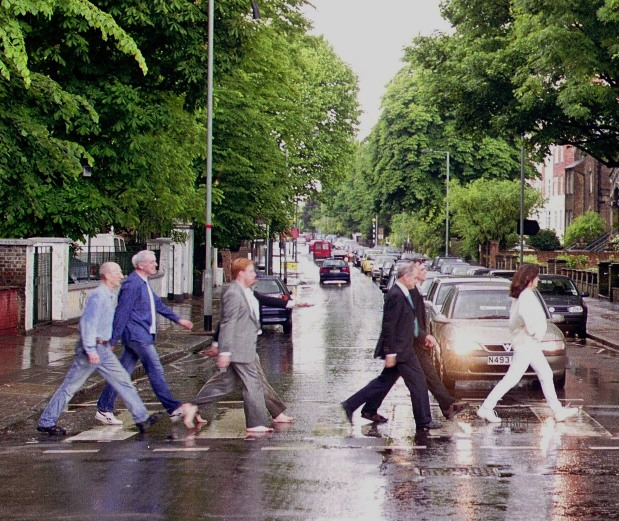
Carolyn (a destra) in una rievocazione della famosa fotografia dei Beatles a Abbey Road con gli altri componenti del Cassini Imaging Team.

Carolyn Porco è amministratrice delegata di Diamond Sky Productions, una piccola azienda che si dedica all'uso sia scientifico che artistico delle immagini planetarie e della computer grafica per la presentazione della scienza al pubblico.
Carolyn Porco, affascinata dagli anni '60 e dai Beatles, ha inserito dei riferimenti ai Fab Four e alla loro musica nelle sue presentazioni, nei suoi scritti e nei suoi comunicati stampa. La prima immagine a colori di Cassini distribuita al pubblico è stata un'immagine di Giove, fatta durante l'avvicinamento di Cassini al gigante gassoso e pubblicata il 9 ottobre 2000, per onorare il 60º compleanno di John Lennon. Nel 2006, ha prodotto e diretto un breve filmato di 8 minuti, che contiene le 64 immagini più spettacolari di Cassini, con la musica dei Beatles, in occasione del 64º compleanno di Paul McCartney. E nel 2007, ha prodotto un poster mostrando 64 scene da Saturno.
Carolyn Porco ha un interesse per la danza ed è affascinata da Michael Jackson. Nell'agosto 2010 ha vinto un concorso di costume/danza dedicato a Michael Jackson tenuto a Boulder Colorado.
Delle sue citazioni sono state usate nella produzione di The Poetry of Reality (An Anthem for Science) (La Poesia della Realtà (Un Inno alla Scienza)), A Wave of Reason (Un'Onda di Ragione), Children of Africa (The Story of Us) (Figli dell'Africa (La Nostra Storia)), e Onward to the edge! (In avanti fino al limite!) di Symphony of Science (Sinfonia della Scienza).
Il profilo di Carolyn Porco è stato tracciato molte volte dalla stampa iniziando dal Boston Globe (ottobre 1989), il New York Times (agosto 1999, settembre 2009), il Tucson Citizen (2001), Newsday (giugno 2004), il Royal Astronomical Society of Canada (2006), Astronomy Now (2006), in Discover Magazine (2007), e anche online su CNN.com (2005) e Edge.org.
Prima del lancio di Cassini, ha appoggiato fortemente e pubblicamente l'uso di materiale radioattivo sulla sonda Cassini. È una sostenitrice del progetto di volo spaziale umano verso la luna e Marte, e in un pezzo op-ed pubblicato nel New York Times, ha evidenziato i benefici di veicoli di lancio pesanti per l'esplorazione robotica dello spazio profondo del sistema solare.

## Pubblicazioni
È coautrice di più di 110 pubblicazioni scientifiche su argomenti che vanno dalla spettroscopia di Urano e Nettuno, il mezzo interstellare, la fotometria degli anelli planetari, le interazioni satellite/anello, le simulazioni numeriche di anelli planetari, il bilancio termico delle calotte polari di Tritone, il flusso di calore dall'interno di Giove, e un insieme di risultati sull'atmosfera, sui satelliti naturali e gli anelli di Saturno.

## Conferenze, interviste e attività pubblica
I suoi articoli di scienza popolari sono stati pubblicati in The Sunday Times, l'Arizona Daily Star, Sky & Telescope, American Scientist e Scientific American. È attiva nella presentazione della scienza al pubblico come leader del Team di Imaging di Cassini, ed è l'ideatrice/editrice del sito web dove vengono pubblicate le immagini della sonda Cassini. Porco scrive sull'home page del sito “Diario del Capitano” il saluto al pubblico..
Nel maggio 2008 ha tenuto il discorso di apertura del Pangea Day, una trasmissione globale coordinata da sei città in tutto il mondo, dove ha descritto l'esistenza umana nel contesto cosmico..
Carolyn Porco parla spesso della Missione Cassini e dell'esplorazione planetaria in generale e ha partecipato a conferenze prestigiose come ad esempio PopTech 2005.
Ha partecipato come speaker al Beyond Belief Symposium nel novembre 2006.
Carolyn Porco ha concesso numerose interviste su diversi mezzi di stampa su argomenti che vanno dall'esplorazione planetaria al conflitto tra scienza e religione (per esempio, Newsweek e la rivista The Humanist).
Carolyn Porco è stata ospite fissa della CNN come analista e consulente di astronomia, è comparsa numerose volte su radio e televisione, spiegando la scienza al pubblico non esperto, è comparsa sul MacNeil/Lehrer Newshour, 60 Minutes (60 minuti) su CBS, su The Century (Il Secolo) di Peter Jennings, in documentari televisivi sull'esplorazione planetaria come The Planets (I Pianeti) su Discovery Channel e sulla BBC, in A traveler's Guide to the Planets (Una guida ai pianeti per un viaggiatore) su National Geographic Channel, in Horizon (Orizzonte) sulla BBC e nell'edizione straordinaria Nova Cassini su PBS. Nel 2003 , in uno speciale su A&E sulla missione Voyager dal titolo Cosmic Journey: The Voyager Interstellar Mission and Message (Viaggio cosmico: la missione interstellare e il suo messaggio), la Porco è comparsa sullo schermo, nel duplice ruolo di consulente scientifico e direttore d'animazione.
Carolyn Porco è stata consulente del film Contact (1997), tratto da un romanzo del noto astronomo Carl Sagan. L'attrice Jodie Foster ha interpretato l'eroina nel film, e secondo delle testimonianze, Sagan le avrebbe consigliato di usare Carolyn Porco come modello reale del personaggio per guidare la sua interpretazione.. Nel 2009 è stata consulente del film Star Trek. La scena in cui l'Enterprise esce dalla velocità di curvatura ed entra nell'atmosfera di Titano per poi emergere, stile sottomarino dalla foschia, con Saturno e i suoi anelli sullo sfondo, è stata un suo suggerimento.
Nel gennaio 2014, Porco è stata ospite del programma Stargazing Live Series andato in onda sulla BBC.

### TED talk
Specializzata nella comunicazione al pubblico, Porco ha tenuto nel 2007 e nel 2009 due discorsi a TED: nel suo discorso TED del 2007, “Il viaggio umano”, ha esposto in modo dettagliato due importanti scoperte fatte dalla missione Cassini: l'esplorazione dei satelliti naturali di Saturno, Titano ed Encelado; il suo discorso TED del 2009 aveva come titolo: Potrebbe esserci vita su un satellite di Saturno?.
Nell'introduzione del 2007, Porco ha spiegato:
Nel descrivere l'ambiente di Titano e la sua atmosfera di azoto molecolare densa di composti organici, Porco ha invitato il pubblico a immaginare la scena sulla superficie lunare:
Quella era la visione che avevamo della superficie di Titano prima che ci arrivassimo con Cassini. Posso dirvi che quello che abbiamo trovato su Titano, anche se non con gli stessi dettagli, è altrettanto affascinante di quel racconto, e per noi, per la gente di Cassini, è stata come un'avventura alla Jules Verne divenuta realtà.»
Dopo aver descritto diverse caratteristiche di Titano, scoperte da Cassini, e aver presentato una prima fotografia storica della superficie di Titano scattata dal veicolo d'atterraggio Huygens, Porco ha continuato il suo discorso descrivendo Encelado e i getti di “sottili particelle ghiacciate” che eruttano dal polo australe del satellite:

## Premi e onorificenze
Porco ha ricevuto numerosi premi e riconoscimenti per il suo contributo alla scienza e alla divulgazione pubblica:
- Nel 1991 ha ricevuto il Distinguished Alumni Awards[63].
- Nel 1998 il suo contributo all'esplorazione del sistema solare esterno è stato riconosciuto con la denominazione dell'asteroide 7231 Porco[64].
- Nel 1999 Carolyn Porco è stata selezionata da The Sunday Times (Londra) come una dei 18 leader scientifici del XXIesimo secolo,[65] e come una delle 50 Stars to Watch (Stelle da tenere sottocchio) da Industry Week.[66]
- Nel 2008 è stata scelta per essere sulla Smart List: 15 people the next president should listen to ("Lista intelligente: le 15 persone alle quali il prossimo presidente dovrebbe dare ascolto"), elenco inaugurale di Wired.[67]
- Nel 2008 l'American Humanist Association le ha conferito l'Isaac Asimov Science Award (Premio della Scienza Isaac Asimov).[68]
- Nel maggio 2009 Carolyn Porco ha ricevuto una laurea honoris causa in Scienze dalla State University di New York a Stony Brook[69] della quale è un'alumna, termine in uso nel mondo anglosassone per indicare gli ex studenti di alcune note Università.
- Nel settembre 2009 ha vinto il Science Writer Fellowship (la Borsa per scrittori scientifici della Huntington Library per il 2010.[70])
- Nel settembre 2009 il New Statesman l'ha inclusa nell'elenco delle 50 persone che contano oggi.[71].
- Nell'ottobre 2009 il premio Lennart Nilsson 2009 è stato conferito a Carolyn Porco e a Babak Amin Tafreshi, come riconoscimento del loro lavoro fotografico. La commissione del premio ha dato la seguente motivazione:

- Nell'ottobre 2010 le è stata conferita dalla Divisione per le scienze planetarie dell'American Astronomical Society la medaglia Carl Sagan per l'eccellenza nella comunicazione della scienza al pubblico[73].
- Nel 2011 ha ricevuto il Premio alumnus distinto, l'onorificenza più alta conferita regolarmente dal California Institute of Technology (Caltech)[74].
- Nel 2012 Time magazine l'ha inclusa nell'elenco delle 25 persone più influenti nel settore dello spazio[75].